# Theophilus Van Kannel
Theophilus Van Kannel (1841 – 24 de diciembre de 1919) fue un inventor e ingeniero estadounidense, conocido por inventar la puerta giratoria, patentada el 7 de agosto de 1888.

## Biografía
Van Kannel nació en Filadelfia, Pensilvania, EE. UU. Aunque la puerta giratoria no fue su único invento, este le significó el reconocimiento por parte del Instituto Franklin, que lo condecoró con la Medalla John Scott en 1889. El premio es entregado por dicha institución a aquellas personas cuyos inventos hayan mejorado la "comodidad, bienestar y felicidad de la Humanidad" de manera significativa. Fundó la Van Kannel Revolving Door Company, que más adelante fue adquirida por la International Steel Company en 1907.  International Steel Company es la empresa matriz de International Revolving Door Company.
Theophilus no tenía familia.
También inventó y controló una atracción de feria conocida como Witching Waves (que en español sería «Olas Embrujadas»), la cual fue introducida por primera vez en el parque de atracciones neoyorquino (hoy desaparecido) Luna Park de Coney Island, en 1907.
Van Kannel murió en la Ciudad de Nueva York de una insuficiencia cardíaca y fue enterrado en el Cementerio West Park de Cleveland, Ohio.